# Clusiella pendula
Clusiella pendula là một loài thực vật có hoa trong họ Calophyllaceae. Loài này được Cuatrec. mô tả khoa học đầu tiên năm 1950.